# Didymoplexiella trichechus
Didymoplexiella trichechus là một loài thực vật có hoa trong họ Lan. Loài này được (J.J.Sm.) Garay mô tả khoa học đầu tiên năm 1954.